# Urugwaj na Letnich Igrzyskach Paraolimpijskich 2004
Urugwaj na Letnich Igrzyskach Paraolimpijskich 2004 w Atenach reprezentowało 3 zawodników. Reprezentacja Urugwaju nie zdobyła żadnych medali.